# 群馬県立安中実業高等学校
群馬県立安中実業高等学校（ぐんまけんりつ あんなかじつぎょうこうとうがっこう）は、群馬県安中市一丁目にあった県立高等学校。略称は「安実」（あんじつ）。群馬県立安中総合学園高等学校の開設に伴い、2008年3月1日に閉校となった。

## 沿革
- 1897年 - 群馬県尋常中学校（現・群馬県立前橋高等学校）碓氷分校として設立される。
- 1901年 - 群馬県安中中学校となる。
- 1904年 - 群馬県高崎中学校（現・群馬県立高崎高等学校）安中分校となる。
- 1912年 - 群馬県第二師範学校となる。
- 1913年 - 廃校。
- 1913年 - 群馬県立蚕糸学校として再設立される。
- 1928年 - 本科定員80名を120名に改める。
- 1940年 - 本科定員160名に改め、2学期制を3学期制に改正
- 1946年 - 女子部の設置許可
- 1948年 - 蚕糸科1学級、農業科2学級、農村家庭科1学級、定員200名を設置。群馬県立蚕糸高等学校となる。
- 1948年 - 昼間の定時制課程を設置（昭和36年廃止）
- 1950年 - 定時制課程の後閑分校を設置
- 1951年 - 定時制課程の妙義分校を設置
- 1951年 - 定時制課程の碓東分校を設置
- 1951年 - 後閑分校に農村家庭科設置認可
- 1960年 - 定時制課程の後閑分校を閉校
- 1962年 - 定時制課程の妙義分校を閉校。工業化学科を設置。
- 1968年 - 定時制課程の碓東分校を閉校
- 1987年 - 群馬県立安中実業高等学校となる。
- 1999年 - 中高一貫教育推進校の指定を受ける。
- 2001年 - 生物生産科、食品環境科、工業技術科の3学科3学級に改変される。
- 2006年 - 本校の校舎・校地に群馬県立安中総合学園高等学校が開校。
- 2008年 - 本校の閉校式。

## 著名な出身者
- 五十嵐吉蔵 - 元衆議院議員